# Haridian Rodríguez
Haridian Rodríguez Hernández (Las Palmas de Gran Canaria, el 31 de julio de 1986) es una exjugadora española de balonmano que jugó en el Club Balonmano Porriño y con la selección española.

## Trayectoria

### Clubes
Debutó en División de Honor en la temporada 2008 con el Balonmano Remudas. En 2015 levantó la Copa de la Reina con el conjunto canario.
En el verano del 2015 se anunció su fichaje por el Guardés. Haridian Rodríguez fue decisiva en el título liguero conquistado por el Mecalia Atlético Guardés en la temporada 2016/17dónde, además, fue la segunda máxima goleadora del equipo gallego con 121 tantos.
En 2017 Haridian volvió para jugar con el Rocasa Gran Canaria. Sufrió una lesión en su rodilla por la que tuvo que ser intervenida en el verano del 2019.Pero su segundo paso por el equipo canario le hizo participar en la Liga conseguida en la temporada 2018/19 y en la EHF Challenge Cup de la 2018-19, completando su vitrina con seis títulos y, además de ganar esta Copa EHF Challenge, la pivote grancanaria fue la máxima goleadora de esta competición europea, con 42 goles, igualada con la polaca Agata Cebula.
En 2021 firmó por el Balonmano Porriño en la que, a la postre, fue la última temporada de la jugadora canariacon 15 temporadas, 1405 tantos en competición internacional y 342 partidos.
- 2008–17: Rocasa Gran Canarias
- 2015–17: Mecalia Atlético Guardés
- 2017–21: Rocasa Gran Canarias
- 2021–22: Balonmano Porriño

### Selección española
Con las Guerreras debutó en los Juegos Mediterráneos del 2013, ante la selección croata. Volvió a repetir en la fase clasificatoria al Campeonato de Europa del 2015 y a las clasificatorias para el del 2019, cuando contaba con 31 años.

## Títulos y galardones
- 2 x División de Honor (2016/17, 2018/19)

- 1 x Copa de la Reina (2015)

- 2 x Supercopa de España (2017, 2019)
- 1 x EHF Challenge Cup (2018-19)

## Vida
Estudió la carrera de Ingeniería de Telecomunicacionesllegando a limpiar casas para subsistir a lo largo de su carrera como jugadora de balonmano.